# Pauline Wayne

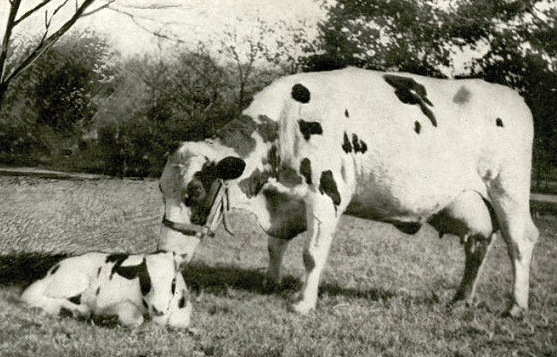
Pauline Wayne mit Kalb

Pauline Wayne (geboren um 1907; abgegangen nach 1913) war eine schwarzbunte Holstein-Friesian-Kuh. Sie wurde von William Howard Taft, dem 27. Präsidenten der Vereinigten Staaten, während der Präsidentschaft auf dem Rasen rund um das Weiße Haus gehalten und war die letzte Kuh eines amerikanischen Präsidenten während seiner Amtszeit.

## Leben
Pauline Wayne wurde vor 1907 in Wisconsin auf der Farm des Senators Isaac Stephenson geboren. Sie war eine registrierte Herdbuch-Kuh und erhielt die Herdbuchnummer 115.580. Stephenson schenkte die Kuh im Alter von vier Jahren dem Präsidenten, nachdem dessen vorherige „Mooly Wooly“, die mit Taft nach Washington kam, verendet war. Pauline erreichte Washington nach einem zweitägigen Transport in einer Holzkiste am 4. November 1910 und wurde dort von Mitarbeitern von Taft erwartet. Sie kam in die damaligen Stallungen des Präsidenten im State, War, and Navy Building. Sie entstammte einer Kuhfamilie mit hoher Milchleistung. Eine Schwester ihrer Mutter war angeblich Weltrekordkuh für hohe Milch- und Butterproduktion. Ihre eigene Leistung lag bei 7,5 Gallonen täglich, was umgerechnet fast 28½ Litern entspricht. Zeitgenössische Berichte schrieben sogar von 8 bis 16 Gallonen, was eine Höchstleitung von über 60 l pro Tag bedeuten würde. Sie kalbte kurz nach ihrer Ankunft. Das Kalb namens „Big Bill“ wurde in Maryland aufgezogen. Sie selbst graste auf den Wiesen rund um den White House Complex.

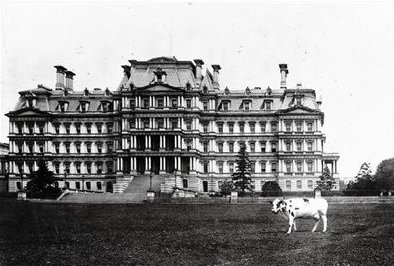
Pauline Wayne vor dem State, War, and Navy Building

Während der Präsidentschaft wurde sie auf Kuhschauen ausgestellt. Unter anderem auf der International Dairymen’s Exposition in Milwaukee. Auf einem Transport im Oktober 1911 ging sie einmal verloren und wäre fast geschlachtet worden. 1913 näherte sich ein Landwirtschaftslehrer aus Ohio der Kuh und konnte sie, da keine Sicherheitskräfte auf dem Gelände des Weißen Hauses in der Nähe waren, melken und ihre Milch kosten.
Nach dem Ende von Tafts Präsidentschaft kam die Kuh zurück auf die Farm von Stephenson. Dazu sagte Stephenson, er sei stolz, sie in seinem Stall zu haben, dem sie „Würde“ gebe. Nach William Taft hielt kein Präsident mehr eine Kuh im Weißen Haus. Der einzige Präsident, der später noch Nutztiere hielt, war Woodrow Wilson. Im Ersten Weltkrieg propagierte er unter anderem einen fleischlosen Montag und die Anlage sogenannter Victory Gardens. Er ging mit gutem Beispiel voran und ließ den Rasen rund um das Weiße Haus von Schafen beweiden.

## Hintergrund und öffentliche Aufmerksamkeit
Taft hatte noch kleine Kinder während seiner Präsidentschaft und hielt schon Paulines Vorgängerin, um stets frische Milch zu haben, die damals noch nicht jederzeit zu kaufen war. Im Übrigen wurde ihm nachgesagt, er sei gutem und reichlichem Essen nicht abgeneigt gewesen.
Pauline Wayne selbst war ein „Medienstar“. Es gab sogar „Interviews“ mit ihr. In der Washington Post gab es zwischen 1910 und 1912 mehr als 20 Berichte über sie. In einem dieser Artikel wurde sie als “provider-in-chief [of] the finest milk and butter” (deutsch: „oberste Produzentin von feinster Milch und Butter“) bezeichnet.
Es gab auch ein Angebot, dass sie im Theaterstück Way Down East (später verfilmt; siehe Weit im Osten) auftreten solle. Das lehnte Präsident Taft aber ab.
Paulines Kuhglocke konnte im Presidential Pet Museum in Williamsburg, Virginia, besichtigt werden, bis dieses 2010 zusammen mit dem dortigen Präsidentenpark geschlossen wurde.